# Kozo Rock
Kozo Rock är en kulle i Antarktis. Den ligger i Östantarktis. Norge gör anspråk på området.
Terrängen runt Kozo Rock är kuperad åt sydost, men norrut är den platt. Havet är nära Kozo Rock åt nordväst. Trakten är obefolkad. Det finns inga samhällen i närheten. 